# Colle (Arquata del Tronto)
Colle,  chiamato  anche  Colle d'Arquata è una frazione di Arquata del Tronto in provincia di Ascoli Piceno, nella regione Marche ed appartiene all'ente territoriale della Comunità montana del Tronto.
Il suo impianto urbano è costituito da numerose abitazioni, molte delle quali conservano mura in pietra ed alcune mostrano sugli architravi il simbolo del sole raggiante con il cristogramma della sigla medioevale IHS, grafema del nome di Gesù, scalpellato al centro di un cerchio. Si tratta del trigramma diffuso dal minore francescano san Bernardino da Siena durante le sue predicazioni in questa zona, avvenute nel XV secolo. È noto per essere l'unico borgo dell'arquatano dove si pratica ancora oggi l'arte del carbonaio ed, insieme a Spelonga, è annoverato come il paese più popolato del comune.

Si raggiunge lasciando la via Salaria a Trisungo, proseguendo per la SP20 e superando i paesi di Faete e Spelonga.

## Geografia fisica
Il centro urbano è immerso nel verde dei boschi, con lo sguardo rivolto a sud, nella zona dell'alta valle del Tronto ad un'altitudine di 1.115 m s.l.m.,  la più elevata fra tutte le frazioni del comune arquatano  e della provincia ascolana.  Situato tra le alture della riva destra del fiume Tronto si trova accanto alla gola del torrente Chiarino ed in prossimità del Passo di Chino. Il paese è circondato dalle vette della Laga, quali: il monte Comunitore (1695 s.l.m.), la Macera della Morte  (2073 s.l.m.) e Pizzo di Sevo (2419 s.l.m.). Come l'intero comune di Arquata estende il territorio tra due parchi nazionali: il Parco nazionale dei Monti Sibillini e il Parco nazionale del Gran Sasso e Monti della Laga.

### Torrente Chiarino
Il corso d'acqua scende dal monte Macera della Morte. Con il suo percorso segna il confine territoriale tra le regioni Marche e Lazio, dividendo la Provincia di Ascoli Piceno da quella di Rieti. Scorre tra rocce e boschi fittissimi in direzione Grisciano dove diventa affluente di destra del fiume Tronto.  
L'idronimo esprime la caratteristica limpidezza delle sue acque. Giulio Amadio scrive che per questo torrente è stato adottato l'uso del diminutivo per distinguerlo dal torrente Chiaro che, nei pressi di Ascoli, è affluente di sinistra del Tronto e, per qualche tratto, segna la linea di confine tra Marche ed Abruzzo. 

### Clima
Il clima di Colle è quello tipico dell'Appennino centro-settentrionale, caratterizzato quindi da temperature rigide durante i mesi invernali, con frequenti nevicate e gelo intensi. I mesi estivi risultano miti, mai troppo caldi. Le piogge sono distribuite durante tutte le stagioni con maggiore frequenza nei mesi freddi.

## Storia

### Medioevo
L'eremitaggio nella Valle del ChiarinoDurante il periodo altomedievale il fenomeno eremitico si diffuse anche nelle zone montuose del comprensorio arquatano. Tra i religiosi che scelsero di vivere e pregare nel silenzioso isolamento dei boschi della valle del Chiarino, in prossimità del paese di Colle, si ricordano sant'Amico di Avellana, sua sorella santa Adelpha, san Petrone,  il beato Corrado da Offida, fra Pietro da Macerata ed Angelo Clareno.  Il primo ad arrivare in queste terre fu sant'Amico seguito, due secoli dopo, dal Clareno.   La zona fu popolata anche da altri anacoreti che si stabilirono in diversi cenobi, appartenuti alla Congregazione dei Celestini, eretti nelle zone che circondano la sorgente di Fonte Cannillo, a 1.500 m s.l.m., nelle aree che sovrastano il paese di Colle. 

#### Sant'Amico di Avellana, eremita a Colle di Arquata

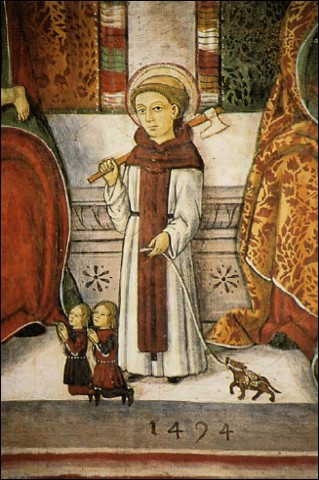
Affresco datato 1494 che ritrae sant'Amico di Avellana tra due Madonne, presso il Santuario dell'Icona Passatora

Il santo, vissuto tra il X e l'XI secolo, era un monaco benedettino di origine camerinense, che aveva avuto il permesso dai suoi superiori di condurre vita eremitica. Dopo aver trascorso buona parte della sua esistenza nell'Italia meridionale giunse in territorio ascolano per far visita ai confratelli che risiedevano nel monastero dell'Ordine di San Benedetto, nei pressi del torrente Chiarino. Restò a soggiornare «per qualche tempo» nella casa dei religiosi e decise di trattenersi a dimorare fra queste montagne. Scelse di appartarsi nella solitudine di una cella, lontana sette miglia dal convento che l'aveva ospitato, e si stabilì nella grotta situata tra i paesi di Colle e Poggio d'Api, ad una quota di circa 1500 metri m s.l.m., sul pianoro dove c'è la Sorgente (o Fonte) di Santa Maria di Chiarino,  la Fonte che per tradizione «dissetò il santo». Dalle parole di Serafino Razzi, vivente nel XVI secolo, si apprende che il romito restò per tre anni in completa solitudine ed in seguito fu raggiunto dai suoi discepoli. Insieme a questi confratelli eresse un altare, in onore di san Michele Arcangelo. Dagli scritti di padre Giacinto Pagnani si apprende che il vescovo di Ascoli si recò più volte a far visita all'eremita durante la sua permanenza. 
Alla figura del santo sono legate diverse tradizioni locali, una vuole che egli condividesse la sua vita solitaria con un asino che lo aiutava a trasportare la legna da ardere per riscaldare la grotta. La bestia da soma fu aggredita ed uccisa da un lupo che, redarguito dal santo, s'inginocchiò al suo cospetto e pentito sostituì l'asino cominciando a portare il legname necessario. Una narrazione piuttosto simile ricorda un miracolo attribuito a san Francesco d'Assisi, vissuto due secoli più tardi, che ammansì il lupo a Gubbio.   
La memoria della tradizione del frate eremita è divenuta, nel tempo, il tema di dipinti che ritraggono sant'Amico in compagnia del lupo. Nella chiesa di San Silvestro di Colle un affresco, ormai corrotto dall’umidità, eseguito dall'amatriciano Dionisio Cappelli, ritraeva l'effige del santo raffigurato, secondo la tradizione agiografica, con l'accetta in spalla ed il lupo pentito che, carico di legna e condotto a cavezza, lo aiutava in sostituzione del suo asino.  

Un altro affresco in cui ricorrono le figure del santo e del lupo si trova all'interno del Santuario dell'Icona Passatora, nei pressi del paese di Retrosi di Amatrice. Anche in questo dipinto il santo reca con sé un'ascia da boscaiolo e conduce il lupo gravato del peso della legna a guinzaglio. 

Pasquale Settefrati riferisce di aver avuto modo di osservare il quadro, destinato alla chiesa di San Silvestro di Colle, dipinto da Paolo Lazzaretti, suo contemporaneo ed all'epoca vivente in Ascoli Piceno. L'artista aveva ritratto Sant'Amico, con il lupo carico di legna e l'ascia in spalla, genuflesso davanti alla Madonna col Bambino. Lo storico aggiunge che in questa rappresentazione il santo era vestito con l'abito bianco dell'Ordine cistercense e con un'aureola intorno alla testa. 

Un'altra memoria riporta che il cranio di sant'Amico sia conservato, insieme ai resti di sua sorella Adelfa, all'interno di un'urna murata nella chiesa di San Sebastiano.  Nell'aula liturgica, una lastra reca l'epigrafe che tramanda sia la presenza delle ossa di sant'Aldelfa e sia della testa del santo: 
S. ADELPHA VIR. OSSA SUPERIORES

HIC VENERARI SANCIVERUNT

A.D. MDCXX »
Negli inventari delle visite pastorali, avvenute nel XVI secolo, quest'urna non compare elencata. Gabriele Lalli è incline ad attribuirne la provenienza dalla chiesa scomparsa di Santa Maria del Chiarino, dove la devozione religiosa venerava le reliquie dell'eremita. In effetti, è davvero poco probabile, come scrivono Galiè e Vecchioni, che parti del corpo del santo possano trovarsi a Colle perché deceduto e tumulato intatto nel paese di San Pietro Avellana come dichiarato dall'Abate ordinario di Montecassino quando, il 22 settembre 1623, procedette alla ricognizione dei resti mortali. 

Numerose testimonianze della particolare venerazione che hanno avuto i residenti per questo religioso si trovano e si conservano ancora ai nostri giorni in alcuni nomi, come: Fonte di Sant'Amico, Chiesa di Sant'Amico.
Sant'Adelfa
Alla figura di sant'Amico, la tradizione locale lega anche la presenza di santa Adelfa o Adelfia, (Adelpha), sorella del romito che visse con questi nell'eremo di San Michele Arcangelo, a breve distanza da dove dimorava anche san Petrone. Secondo le memorie tramandate a Colle si narra che i tre anacoreti, in una rigida giornata invernale in cui infuriava una tempestosa bufera di neve, si misero in cammino per discendere dalla valle del Chiarino. Durante il percorso Adelfa, sfinita dal freddo, morì. Sant'Amico e san Petrone, constatato il decesso, decisero di lasciarne il corpo in mezzo alla bianca coltre che ricopriva le montagne. I resti mortali incorrotti della donna furono rinvenuti durante la fase di disgelo della primavera seguente dai pastori che provvidero a dare al corpo una degna sepoltura. In seguito le sue ossa furono riposte nell'urna che, sempre secondo la tradizione locale, custodiva anche il cranio del fratello nella chiesa di san Sebastiano. 

#### Angelo Clareno, eremita nella valle del Chiarino

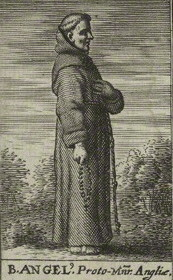
Angelo Clareno

Angelo Clareno, noto anche come fra' Angelo da Cingoli, o Angelo da Fossombrone,   due secoli dopo sant'Amico di Avellana, insieme a Corrado da Offida e Pietro da Macerata, risalì il corso del torrente Chiarino. I tre erano seguaci del santo d'Assisi, ed appartenevano al movimento francescano degli Zelanti o Spirituali della Marca Anconitana,  istituito e fondato dallo stesso Angelo da Cingoli con altri religiosi tra i quali: Angelo e Tommaso da Tolentino e Corrado da Offida. Il frate fu tra i proseliti di Gioacchino da Fiore e noto per il suo temperamento rigoroso, inflessibile e fermo nella deplorazione e disapprovazione degli eccessi e dei lussi del clero.  
Prima di giungere in questi luoghi, i tre religiosi erano già stati protagonisti di alterne vicissitudini, avevano subito una condanna di carcerazione in perpetuo nei cenobi di Ancona e Forano, inflitta dal cardinale Matteo d'Acquasparta, allora ministro generale dell'Ordine francescano. Trascorsi due anni dalla pronunzia della pena, il nuovo generale Raimondo Gaufridi, ottenuta l'attenuazione delle sanzioni canoniche e coercitive contro gli Spirituali, li liberò dallo stato di prigionia mandandoli missionari in Armenia, dove rimasero quattro anni,  presso re Aitone II che aveva domandato la presenza di religiosi.  Dalla zona del Caucaso meridionale, tornarono nella loro terra, sperando di poter condurre una vita monastica fuori dall'Ordine,  ma non ricevettero sostegno, non furono accolti in alcun monastero e nemmeno ricevuti dal Vicario provinciale della Marca. Queste circostanze unite alla loro condizione di estrema povertà li costrinsero a cercare un luogo dove vivere e pregare.  I religiosi ricorsero ad invocare la benevolenza di papa Celestino V che accettò le loro istanze e dette loro la facoltà di strutturare un nuovo ordine religioso che seguisse le regole di Francesco d'Assisi e contemplasse la vita eremitica. Lo stesso papa nominò capo della loro nuova Congregazione Pietro da Macerata. Il successore del pontefice, Bonifacio VIII, non riaffermò la stessa affezione e disponibilità verso questi frati, al contrario mostrò un accanito fastidio e li perseguitò.  Fu così che intrapresero il cammino verso i rilievi montuosi del Piceno alla ricerca di un luogo dove fermarsi e stabilirsi. Risalendo il corso del Chiarino giunsero nella stessa radura scelta da sant'Amico.  Qui riadattarono la cappella costruita dal romito di Avellana e fabbricarono «capanne di frasche»  per ripararsi.  Frate Angelo da Cingoli o da Fossombrone aggiunse al suo nome quello di Clareno, «in onore del torrente Chiarino»   ed «a ricordo del suo eremitaggio».  Fondò un nuovo ordine religioso chiamato Congregazione Claretana, riconosciuta dalla Chiesa, ed i suoi frati furono identificati come Clareni o «fraticelli de pauperae vitae». Condussero una vita povera, vestiti con stracci ed ogni tanto scendevano nei centri abitati per predicare e ricevere carità. I Clareni furono presenti soprattutto nelle Marche, regione che ebbe diversi conventi fino al 1568 quando la congregazione fu assorbita con un decreto pontificio di papa Pio V dai minori osservanti. Tra i romitori si ricorda, nei pressi del paese di Rosara, l'Eremo di San Giorgio. 
Tra questi monti restano deboli tracce della presenza del Clareno e dei suoi confratelli. Adalberto Bucciarelli scrive che la loro breve permanenza ha forse condizionato ed impedito che lasciassero segni più durevoli. Nei dintorni della sorgente del Chiarino sono ancora presenti i resti di una cappellina divenuta un cumulo di pietre sormontate da una piccola croce.  

### XVI secolo
Dalla relazione della visita apostolica del vescovo Giovanni Battista Maremonti, si apprende che nell'anno 1573, a Colle era già stata istituita la Confraternita del Corpus Domini. 

## Monumenti e luoghi d'interesse

### Architetture religiose

#### Chiesa di San Silvestro
La chiesa di San Silvestro, di epoca rinascimentale, ascrivibile al XV secolo,  si eleva fuori dal centro abitato, a circa 800 metri dal paese. È stata costruita sopra uno sperone di roccia a strapiombo sul torrente Chiarino e sulla vallata, sorvegliando l'intero territorio sottostante.
È dedicata a san Silvestro papa e, con molta probabilità, è stata edificata su un sito precedentemente consacrato a culti naturalistici.  
Il piccolo edificio religioso è costituito da un'unica aula quadrangolare, scandita da tre navate, conclusa dall'abside rettangolare.  L'ambiente prende luce dalle due finestre che si aprono sui lati dell'ingresso sopra cui si legge incisa la data 1510.  Lo storico Gabriele Lalli scrive che dall'osservazione del tessuto murario, avvenuta negli ultimi restauri conservativi delle opere pittoriche, è possibile individuare la porzione trecentesca dell'edificio, sottostante agli affreschi, utilizzata per l'elevazione della costruzione cinquecentesca. 
L'aula liturgica è riccamente decorata con affreschi del XVI secolo e del XIV secolo, questi ultimi datati con certezza dopo i risanamenti conservativi.  La maggior parte delle decorazioni pittoriche appartiene all'opera di Dionisio Cappelli, pittore nato ad Amatrice, in provincia di Rieti, nell'anno 1450 e molto attivo nelle zone limitrofe alla sua provenienza.  In questa chiesa ha dipinto anche la rappresentazione di sant'Amico, ultima opera che gli è stata attribuita  e le figure dei santi presenti nella zona absidale quali: san Paolo, san Pietro, santa Caterina da Siena, la Madonna del Latte e san Silvestro col drago. Quest'ultimo santo è raffigurato in atteggiamento benedicente, seduto sul trono pontificale ed abbigliato con una veste bianca, un mantello rosso, la tiara e il pastorale. La sua effigie misura 164 cm.  Ai suoi piedi, alzando il corpo, verso la sinistra dell'immagine, il drago.  Le pareti laterali presentavano altri affreschi del Cappelli, parzialmente degradati a causa dell'umidità. La piccola crocifissione del timpano appartiene anch'essa all'opera dello stesso maestro. Alla sua base si legge l'iscrizione:  
Tra gli arredi appartenuti a questa chiesa si ricorda la statua della Madonna col Bambino, localmente nota come l'effigie di «Santa Maria del Chiarino»,  realizzata in cartapesta e terracotta «alla maniera dei madonnari abruzzesi», proveniente dalla chiesa di Santa Maria del Chiarino e qui esposta nella nicchia lungo la parete a sinistra dell'altare maggiore. L'opera è stata trafugata negli anni Ottanta del XIX secolo e mai ritrovata.   Tra i ricordi delle persone più anziane del borgo vi è memoria di un controsoffitto dipinto su una grande tela, sorretta da traversine di legno. L'opera pittorica aveva il fondo azzurro ed era ornata da stelle. Il progressivo deterioramento della decorazione ne ha cagionato la rimozione negli anni 30 del XX secolo. 
Dal ritrovamento di una lapide, usata come copertura di una fossa carnaia, posta lungo la parete di fondo della sagrestia, si deduce che la chiesa possa aver accolto dei resti mortali, probabilmente fino ad epoche antecedenti al marzo del 1812 quando, per ordine del Governo Napoleonico, il Prefetto di Fermo sancì l'obbligatorietà delle tumulazioni al di fuori delle chiese. Nello spazio posteriore dell'edificio consacrato è possibile che esistesse un'ulteriore fossa di seppellimento perché, anche in quest'area, sono state rinvenute ossa di stinchi e crani durante il restauro condotto a metà del XX secolo. Un documento, datato 1785, riporta la descrizione di ulteriori stanze con luoghi di inumazione destinati agli innocenti, agli uomini e alle donne. 
Sul campanile a vela è posta una sola campana, bronzea, di forma tubolare, che misura cm 40 x 40 e pesa circa un quintale.  Reca due iscrizioni in caratteri gotici. La prima, datata 1389, si sviluppa su un'unica riga. Il testo è racchiuso tra 3 linee (una superiore e due inferiori all'epigrafe), e posizionata sulla spalla. 
La seconda scritta si legge composta in un'unica riga in prossimità della bocca della campana. È contenuta tra quattro line a rilievo disposte due superiormente e due inferiormente al testo che indica il nome di Nicola de Criusura.

#### Chiesa di San Sebastiano
L'edificio religioso si trova al centro del paese, è dedicato san Sebastiano, martire cristiano. 
La sua costruzione è riferibile al XI secolo.  Le notizie documentate risalgono al 1573, anno in cui è menzionata come oratorio in Collis Arquati, mentre nel 1580 in Villa Collis Bassae, quando le sue misure corrispondevano a passi 6 per 3 ed aveva un'unica campana. .
Sulla parete sinistra dell'aula liturgica vi è un'urna, costituita da un piccolo monumento in pietra arenaria di stile rinascimentale che, secondo la tradizione, ha custodito le spoglie mortali di sant'Amico di Avellana. Nella porzione inferiore della lapide sepolcrale si leggono le parole di una dedica scolpita, datata 1620. Poiché questa lastra non compare menzionata ed annoverata nelle relazioni delle visite pastorali del 1500 è possibile pensare che si tratti della stessa venerata nella chiesa di Santa Maria del Chiarino e collocata in questa nuova sede.  Sul lato destro dell'altare è presente una nicchia in pietra scolpita, incassata nel muro, ove si leggono un nome ed una data: «Paolo Santolini 1721».  Sulla parete di fondo, in corrispondenza  dell'altare vi è l'immagine iconografica di san Sebastiano, ritratto trafitto dalle frecce del suo martirio. Il dipinto risulta essere un'opera ascrivibile al XVII secolo. 
Il campanile a vela è disposto su due livelli ed accoglie due campane. La superiore, pur essendo priva di datazione, ha caratteristiche che lasciano ipotizzare ad Antonio Salvi che possa trattarsi di un manufatto quattrocentesco o più tardo.  Il peso è di circa 1 quintale,  le  sue dimensioni di 45 cm di altezza e 47 di diametro  la rendono più grande dell'altra. Presenta sulla superficie esterna vari ornamenti a rilievo descritti come: «una croce grigliata, ornata da due ramoscelli e racchiusa in un rettangolo; un tondo con un bassorilievo di san Giorgio che affronta il drago; una figura geometrica trilobata, corredata di immagini di santi e cartigli, inclusa in un cerchio.»  Sulla spalla del manufatto si legge l'iscrizione in caratteri gotici maiuscoli, tra linee a rilievo, che recita: 
  Gabriele Lalli  scrive che, secondo la traduzione di Jacopo da Ferrazzano, si ottiene la frase: 

La campana più piccola, posizionata nell'arco della luce più alta del campanile, ha un peso di circa 35 kg e reca il testo di questa iscrizione: 

#### Chiesa di Santa Maria della Rocca, localmente dettaChiesa di Sant'Amico
La chiesa di Santa Maria della Rocca, così chiamata dalla Diocesi di Ascoli Piceno,  è detta anche chiesa di Sant'Amico. È stata edificata a quota 1.300 slm, sulla sommità della costa di arenaria denominata «Rocca» che sovrasta il centro abitato del paese di Colle. 
Il piccolo edificio religioso si eleva nella stessa area che, in passato, era indicata da una croce. Secondo la tradizione popolare, l'insegna cristiana individuava il luogo dove sant'Amico di Avellana si inginocchiava o riposava quando andava nei villaggi per predicare.  Il sito è raggiungibile solo a piedi  e dista circa 15 minuti di cammino dal paese. 
L'attuale fabbrica consacrata è stata eretta, ed in seguito ampliata, da Gabriele Amici per onorare il culto e la venerazione del santo di San Pietro Avellana. Amici era nativo di Colle e gendarme pontificio presso lo Stato della Città del Vaticano. Lo stesso la descrive come: «ben arredata (…) ed arricchita di due belle campane del peso di circa 5 quintali (…) benedette a Roma.»  La consacrazione della prima costruzione è avvenuta con l'inaugurazione del 9 giugno 1930, e dopo l'ampliamento è stata riaperta il 30 agosto 1933. 
All'interno dell'aula vi sono 2 supporti lapidei che ricordano il nome di Gabriele Amici con le seguenti parole: 
La vela del campanile a due luci custodisce 2 campane con iscrizioni che hanno peso e dimensioni diverse. 
La più piccola, datata 1932, dal peso di circa 2 quintali e mezzo, è ornata dall'effigie centrale dell'Immacolata Concezione affiancata dalle rappresentazioni di san Silvestro e di san Sebastiano. Al suo interno si leggo 3 frasi distribuite ciascuna su due righe: 
+ SEBASTIANO E S. SILVESTRO I PAPA»
ROSA CANOVAI IN PIZZI DONO'»
A.D: MCMXXXII»
All'esterno della campana più grande, dal peso di 4 quintali e datata 1932, vi sono le raffigurazioni del Sacro Cuore di Gesù e di Maria Santissima del Divino Amore, affiancati da sant'Amico e da san Gabriele dell'Addolorata. Vi si leggono 3 epigrafi distribuite ciascuna su due righe: 
AMICO E GABRIELE DELL'ADDOLORATA»
SANTUARIO DA ESSO EDIFICATO A.D. MCMXXXII»
A.D: MCMXXXII»
La chiesa, fino a qualche anno fa, era ancora officiata con la celebrazione di una funzione liturgica il giorno 22 maggio, festa di santa Rita da Cascia.
Attualmente, nel mese di settembre si festeggia la "Fiaccolata" in onore della Madonna. I fedeli si dispongono a croce lungo il lastrone di roccia, in prossimità dell'edificio religioso, mentre stringono in mano una fiaccola accesa. Nelle ore notturne questa celebrazione crea una suggestiva immagine luminosa visibile sia dal paese e sia dalle montagne limitrofe. I partecipanti scendono a serpentina verso Colle per congiungersi alla processione e recarsi nella piazza per assistere alla messa.

#### Chiesa di Santa Maria di Chiarino
La primitiva costruzione di questa piccola chiesa è storicamente attribuita a sant'Amico che la elevò per custodire l'altare eretto in onore di san Michele Arcangelo. Secondo quanto scritto dagli storici Bucciarelli, Settefrati e Lalli, circa due secoli più tardi dell'eremita di San Pietro Avellana, nella valle del Chiarino arrivarono i frati di Angelo Clareno che fruirono della cappella dedicata a Santa Maria di Chiarino per raccogliersi in preghiera.   Di tutto ciò non si hanno notizie certe tranne che i ruderi della chiesa di Santa Maria Chiarino siano gli stessi consacrati a San Michele Arcangelo.

Giuseppe Fabiani ricorda che la sacra fabbrica si trovava, a quota 2.073 m s.l.m., lungo il sentiero che dal paese di Colle arriva, ancora oggi, al monte Macera della Morte,  ed aggiunge che la citazione dell'edificio è contenuta nel Bullarium del 1411 e del 1427. Inoltre, ne compare una menzione nell'anno 1459, quando Francesco Andrenucci di Poggio d'Api, tra le sue volontà testamentarie redatte da un ignoto notaio, lasciava una somma di danaro alla chiesa di «S. Marie de Chiarino de Arquata in operibus».  Più tardi, compare nell'inventario della visita pastorale del vescovo Nicolò Aragona, descritta come: «ruralis ecclesia». Nella stessa relazione si fa menzione anche della reliquia con l'iscrizione: «(...) quadam Sancti Amici cum iscriptionem hiusmodi: Hic est Amicus Dei qui bene placuit ei MDXXIIIJ (1524 nda)». L'oggetto sacro, riferito a sant'Amico, di cui lo stesso vescovo proibì l'esposizione ai devoti perché lo riteneva di dubbia autenticità.

Nel corso dei secoli seguenti, le fonti documentali citano l'esistenza di questo edificio religioso insieme alla chiesa di San Silvestro di Colle nell'anno 1495 «quam tenuit et possedit dominus Marinus de villa Podii»  in occasione dell'assegnazione a «Gregorio Positi de Sessa de Regno».  
Dell'antico eremo e della cappella oggi non rimane quasi più traccia. Restano pochi ruderi e il portale su cui è incisa la data 1539, riferita all'anno dell'ultimo restauro. 

È accertato che alla fine del XVI secolo era ancora officiata, poiché è citata ed inventariata nella visita del Vescovo d'Aragona che nel 1580 si recò a Colle.

Nella piccola chiesa si venerava una statua raffigurante Maria Santissima, seduta che teneva sulle ginocchia il Santo Bambino. Era realizzata in terracotta e cartapesta e modellata secondo lo stile dell'epoca dai madonnari abruzzesi. Alla fine del 1700, a causa del degrado del luogo fu trasportata nella chiesa di San Silvestro al centro del paese. Questa effigie, secondo la tradizione popolare, scomparve più volte dalla sua nuova dimora per essere poi ritrovata nella cappellina originaria tra i monti. Questo avvenne fino a quando non fu aperta una piccola finestra rivolta in direzione della Chiesa di Santa Maria di Chiarino.

### Architetture civili

#### Mulino ad acqua
Lungo il corso del torrente Chiarino nell'anno 1893 risultava la presenza di un mulino ad acqua del quale oggi resta la presenza di pochi ruderi. La proprietà sembra potesse appartenere alla famiglia Iacopini. 

## Economia
L'economia del paese è principalmente legata alle risorse del territorio. Come per tutte le popolazioni di montagna la realtà boschiva è stata storicamente uno dei maggiori riferimenti per avere fonti di reddito, sebbene sia sempre meno praticata. Le attività lavorative sono attuate con tecniche di sfruttamento e produzione assolutamente tradizionali. Buona parte delle occupazioni ruotano intorno all'agricoltura, all'allevamento ovino ed ai prodotti derivati, alla raccolta delle castagne, alla fruizione ed alla disponibilità del bosco ceduo. 

### Il carbone vegetale
Nel paese di Colle sopravvivono ancora ai nostri giorni le attività del taglialegna e del carbonaio. Lungo i sentieri che dal paese salgono verso le montagne è possibile vedere le cosiddette «piazze da carbone» dislocate sulle radure. Su questi spazi pianeggianti, vengono costruite le carbonaie disponendo a cumulo il legname opportunamente tagliato. L'accatastamento avviene in modo rigoroso ed ordinato. Si inizia sistemando la legna partendo da una base circolare e lasciando al centro uno spazio vuoto, una sorta di camino, che servirà per dare l'accensione alla catasta. I tronchi sono disposti per grandezza e spessore fino a comporre la tipica forma di una cupola, ricoperta con zolle di terra erbosa, con un secondo manto di foglie secche ed infine con uno strato di terra, di circa 10 cm, in cui vengono praticati dei fori. Da queste aperture ha accesso l'aria che consente di «governare la piazza», ossia di gestire al meglio il processo di combustione. La carbonaia si accende introducendo all'interno del camino dei tizzoni ardenti e controllando la potenza ed il calore generato dal fuoco due o tre volte al giorno, per circa cinque o sei giorni. Trascorso questo tempo il calore ha trasformato la legna in carbone vegetale, quindi si procede a tappare tutti i fori che si trovano sulla parte più esterna della cupola e si attende un giorno per il raffreddamento del materiale prima di «scarbonare», ossia prima di rimuovere gli strati esterni di terra ed accedere al recupero del prodotto finale.